# Викривлення стовбура свердловин
Спонтанне викривлення стовбурів свердловин та його запобігання

## Наслідки викривлення стовбура свердловини
Викривлення стовбура свердловини призводить до ряду ускладнень :
- погіршуються умови роботи бурильної колони (бурильні труби піддаються додатковим знакозмінним навантаженням, збільшується кількість поломок внаслідок втоми металу, посилюється фізичне спрацювання бурильних труб, збільшується навантаження на бурильні труби;
- утворюються жолоби у стінці свердловини і відбувається прихоплення бурильного інструменту (заклинювання у жолобах);
- бурильний інструмент притискується до стінки свердловини, внаслідок чого збільшується інтенсивність прилипання бурильної колони під дією перепаду тиску, також утворюються застійні зони при циркуляції промивальної рідини, що приводить до погіршення видалення шламу;
- у нестійких породах збільшується інтенсивність обвалів;
- у стовбурі свердловини утворюються уступи;
- порушується герметичність різьбових з'єднань обсадних колон;
- при цементуванні свердловини погіршується заміщення промивальної рідини цементним розчином, що приводить до міжпластових перетоків;
- ускладнюється ліквідація аварій тому, що ловильний інструмент важко допустити до потрібної глибини (необхідно використовувати спеціальні центрувальні пристрої для з᾽єднання із залишеним інструментом, верхній кінець якого відхиляється і може зайти у каверну);
- виникають проблеми під час геофізичних досліджень свердловин (геофізичні прилади зупиняються у кавернах, обривається кабель через потрапляння його у жолоби і каверни); виникає необхідність перенесення геофізичних приладів до вибою і обладнання їх спеціальними пристроями (обважнювачами, центраторами, кулями) для поліпшення прохідності по стовбуру, доводиться опускати геофізичні прилади через бурильну колону, що знижує їх можливості.

За даними досліджень, при збільшенні зенітного кута викривлення на кожні 7° кількість аварій зростає у 2 рази, а тривалість їх ліквідації збільшується у 4 рази. Тому, за відсутності потреби у відхиленні стовбура свердловини, бурять вертикальні свердловини.
Більшість свердловин мають викривлений стовбур. Іноді у свердловинах зенітний кут спонтанно збільшується до 15  20о, а відхилення вибою від положення гирла може складати 150—250 м.
Спонтанне викривлення стовбурів свердловин відбувається під дією геологічних, технологічних і технічних чинників.

## Геологічні причини
До геологічних чинників відносяться:
- анізотропія, шаруватість, сланцюватість, тріщинуватість гірських порід;
- часте чергування порід із різними механічними властивостями, особливо при їх похилому заляганні;
- наявність у розбурюваних пластах тектонічних порушень, каверн, порожнин;
- тверді включення у м'які незцементовані породи.

## Технологічні причини
До технологічних чинників відносяться:
- втрата стійкості нижньої частини бурильної колони;
- неправильне співвідношення діаметрів ОБТ і стовбура свердловини;
- неправильний вибір конструкції, місця встановлення і кількості центраторів, які центрують нижню частину бурильної колони у свердловині;
- застосування способу і режиму буріння (навантаження на до-лото і число обертів долота), параметри якого не відповідають конструкції нижньої частини бурильної колони і геологічним умовам залягання гірських порід.

Зі збільшенням навантаження на долото збільшуються сили, які сприяють відхиленню стовбура. Збільшення обертів може стабілізувати відхилення стовбура свердловини. На інтенсивність викривлення впливає тип і конфігурація доліт, що використовуються при бурінні. Найінтенсивніше викривляються свердловини при бурінні короткими алмазними долотами. На викривлення стовбура свердловини суттєво впливає стійкість її стінок. У стовбурі свердловини, який розширюється при осипанні стінок, інтенсивність викривлення вища.

## Технічні причини
До технічних чинників відноситься:
- наявність у нижній частині бурильної колони, при бурінні ви-бійними двигунами, відхилень від осі стовбура свердловини, ексцентриситету різьбових з'єднань;
- непрямолінійність ведучої труби і перекоси у її з'єднанні;
- неспіввісність талевої системи і стола ротора;
- неспіввісність стола ротора і направлення.

Останні дві причини проявляються на порівняно невеликій глибині — від кількох метрів до кількох десятків метрів, і дуже рідко до сотень метрів.
На геологічні чинники ми не можемо впливати, але їх необхідно враховувати. Тому, при проєктуванні свердловини, потрібно враховувати її спонтанне викривлення унаслідок геологічних причин, мати інформацію про вірогідні інтервали викривлення і вживати заходи зі зменшення або збільшення (за необхідності) впливу геологічних чинників.
Про негативний вплив технологічних чинників на спонтанне викривлення стовбура свердловин можна пересвідчитись на прикладі буріння експлуатаційної свердловин на Валюхівському родовищі. Під час буріння на глибині біля 5100 м викривлення стовбура свердловини від вертикалі (зенітний кут) сягало до 9°. Таке викривлення стовбура могло вивести свердловину за межі контура газоносності. Для виправлення кривизни стовбура установили цементний міст і спробували перебурити викривлений інтервал новим стовбуром із глибини 5065 м. При цьому, для запобігання викривленню, у складі КНБК використовували центратори. Під час буріння на глибині 5139 м відбулося прихоплення інструменту. Звільнити інструмент не вдалося і довелось перебурювати свердловину з глибини 4865 м. Після цього, для закінчення буріння, свердловину передали іншому буровому підприємству, яке добурило свердловину до проєктної глибини 5550 м без значних ускладнень. Зенітний кут на вибої склав всього 1о45. Буріння вели з використанням звичайної технології без застосування вразливих до прихоплень КНБК. При цьому для буріння було використано іншу промивальну рідину. При бурінні першого стовбура використовували промивальну рідину з великою фільтрацією (10 — 12 см3/30 хв), а при бурінні нового стовбура використали промивальну рідину із низькою фільтрацією (5 — 6 см3/30 хв). Зниження показника фільтрації дозволило зменшити каверноутворення і викривлення стовбура з 5о до 1о45' та пробурити глибоку свердловину до проєктної глибини. Цей досвід демонструє, як технологічні чинники можуть впливати на спонтанне викривлення стовбура свердловини.
З технічних чинників на викривлення стовбура свердловини найбільше впливає навантаження на долото та компоновка низу бурильної колони. Під дією осьового навантаження та крутного моменту обважнені бурильні труби (ОБТ) втрачають стійкість і прогинаються.
При збільшенні навантаження в 1,94 рази колона прогинається знову. Перший прогин відбувається при навантаженні 3 — 5 т і довжині КНБК 35 м.

## Запобігання викривленню стовбура свердловин
Для запобігання викривленню колону центрують у стовбурі свердловини використанням ОБТ більшого діаметра, встановленням центраторів на бурильну колону та обмеженням навантаження на долото.
Американські дослідники Вудс і Лубінскі запропонували розрахунки навантаження на долото залежно від діаметрів долота і ОБТ, які дозволяють бурити свердловини з певним розрахунковим зенітним кутом. При цьому визначається місце установлення центраторів залежно від діаметра стовбура свердловини, діаметра ОБТ, діаметра центратора і навантаження на долото.
Під час буріння не допускається велике спрацювання центрато-рів за діаметром (зазвичай, не більше 2 мм). Ефективність роботи компоновки залежить від збереження діаметра стовбура свердловини, тому стінки свердловини не повинні осипатись. Найінтенсивніше осипання стінок спостерігається у зонах тектонічних порушень, де породи перем᾽яті і роздроблені. У цих зонах утворюються великі каверни та відбувається інтенсивне збільшення зенітного кута.
На викривлення стовбура свердловини впливає компоновка 25 — 30 м низу бурильної колони. Центратори, які встановлені вище, на викривлення стовбура свердловини не впливають. Найбільше на викривлення стовбура впливають центрувальні елементи, що знаходяться біля долота. Вони можуть сприяти збільшенню зенітного кута.
Розрізняють жорсткі і маятникові компоновки низу бурильної колони. У жорстких компоновках зазори між елементами КНБК і стінками свердловини не повинні перевищувати 2 мм. У таких компоновках використовують наддолотний калібратор та один, два або три центратори. Також у жорстких компоновках використовують ОБТ квадратного перерізу із малим зазором між гранями і стінками свердловини. Центратори встановлюють на відстані один від одного 6 — 12 м. З віддаленням від долота відстань між центраторами збільшується.
У маятникових компоновках центратор встановлюють так, щоб ОБТ вище нього не торкалась стінок свердловини. При цьому на долото діє сила, яка є складовою від ваги ОБТ у похилому стовбурі, що сприяє вирівнюванню стовбура і проведенню вертикальної свердловини. Нижню частину ОБТ до місця, де ОБТ торкається стінки свердловини, необхідно компонувати трубами більшого діаметра (важчими).
На площах ДДз, при бурінні у верхніх інтервалах, викривлення не спостерігається. Буріння можна вести компоновкою із встановле-ним калібратором на відстані 25  35 м від долота. При застосуванні жорстких компоновок над долотом встановлюють калібратор, через 7 — 8 м — перший центратор і через 10 — 12 м — наступний центратор.
Місце встановлення центраторів розраховують. При цьому необхідно коригувати конфігурацію КНБК на основі аналізу фактичних даних буріння.